# Camilo Bevilacqua
Camilo Bevilacqua (Gaurama, 11 de setembro de 1949)  é um ator e diretor brasileiro.

## Carreira
Começou sua carreira em 1968 em Porto Alegre, com a peça Pique Nique no Front, de Fernando Arrabal. Por causa da repressão dos anos de chumbo, entrou na Escola de Teatro da Universidade Federal do Rio Grande do Sul (UFRGS), no curso de arte dramática, em 1970. Na faculdade fez peças importantes, como A Lição, de Ionesco, Vestido de Noiva, de Nelson Rodrigues e Hamlet, de William Shakespeare. Em 1973 ganhou o prêmio MUTEPLA com o monólogo Os Malefícios do Fumo, de Anton Tchecov.
Em 1975 foi escolhido para fazer o papel título de MOCKINPOTT, de Peter Weiss, trabalho com o qual viajou o Brasil todo, quando fixou-se no Rio de Janeiro, onde mora até hoje. Já participou de peças teatrais.
Na televisão, já fez minisséries e telenovelas na Rede Globo, TV Manchete, TV Record. Seu último trabalho na televisão foi o personagem SHETEP na novela Gênesis Tv Record.

## Trabalhos

### Televisão
| Ano  | Titulo                             | Personagem                                                         | Nota                                      | Emissora           |
| ---- | ---------------------------------- | ------------------------------------------------------------------ | ----------------------------------------- | ------------------ |
| 1976 | Vejo a Lua no Céu                  | João                                                               |                                           | TV Globo           |
| 1977 | A Conquista                        | Caique Fontes                                                      |                                           | TVE                |
| 1979 | Carga Pesada                       | Caminhoneiro                                                       | 1 episódio                                | TV Globo           |
| 1982 | Sol de Verão                       | Guilherme Bittencourt                                              |                                           | TV Globo           |
| 1983 | Guerra dos Sexos                   | Ítalo Valente                                                      |                                           | TV Globo           |
| 1983 | Champagne                          | Homem Que Entrega a Fernanda as Fotos da Festa                     |                                           | TV Globo           |
| 1984 | Marquesa de Santos                 | Gonçalves Ledo                                                     |                                           | Rede Manchete      |
| 1985 | O Tempo e o Vento                  | Antônio Terra                                                      |                                           | TV Globo           |
| 1986 | Dona Beija                         | Clementino Borges                                                  |                                           | Rede Manchete      |
| 1986 | Mania de Querer                    | Donato                                                             |                                           | Rede Manchete      |
| 1987 | Corpo Santo                        | —                                                                  |                                           | Rede Manchete      |
| 1987 | Carmem                             | Hélio                                                              |                                           | Rede Manchete      |
| 1988 | Tarcísio & Glória                  | Antoniel                                                           | Episódio: "O nome do santo"               | TV Globo           |
| 1988 | Vale Tudo                          | Dr. Gusmão, advogado de Raquel                                     |                                           | TV Globo           |
| 1990 | Desejo                             | assistente de defesa no terceiro julgamento de Dilermando          |                                           | TV Globo           |
| 1990 | Gente Fina                         | morador de copacabana                                              |                                           | TV Globo           |
| 1990 | A História de Ana Raio e Zé Trovão | Tião / Doutor Henrique                                             |                                           | Rede Manchete      |
| 1991 | Ilha das Bruxas                    | Alvaro Pitangüy                                                    |                                           | Rede Manchete      |
| 1991 | Na Rede de Intrigas                | Avelino Moreira                                                    |                                           | Rede Manchete      |
| 1991 | O Portador                         | Marques                                                            |                                           | TV Globo           |
| 1992 | Você Decide                        | Manuel                                                             | Episódio: "Justiça de Deus"               | TV Globo           |
| 1993 | Memorial de Maria Moura            | Alípio                                                             |                                           | TV Globo           |
| 1994 | Incidente em Antares               | Nico Vacariano                                                     |                                           | TV Globo           |
| 1995 | Irmãos Coragem                     | Lázaro                                                             |                                           | TV Globo           |
| 1997 | Mandacaru                          | Faísca                                                             |                                           | Rede Manchete      |
| 2001 | Porto dos Milagres                 | Viriato                                                            |                                           | TV Globo           |
| 2002 | O Quinto dos Infernos              | Manoel Moraes                                                      |                                           | TV Globo           |
| 2002 | Esperança                          | Ariosto                                                            |                                           | TV Globo           |
| 2003 | A Casa das Sete Mulheres           | Mello Manso                                                        |                                           | TV Globo           |
| 2004 | Um Só Coração                      | —                                                                  | Participação Especial                     | TV Globo           |
| 2004 | Senhora do Destino                 | Dr. Feitosa, advogado de Yara                                      |                                           | TV Globo           |
| 2004 | Malhação                           | Advogado                                                           |                                           | TV Globo           |
| 2005 | Mad Maria                          | Hans                                                               |                                           | TV Globo           |
| 2005 | Como uma Onda                      | Nestor                                                             |                                           | TV Globo           |
| 2005 | Belíssima                          | pai de Thaís                                                       |                                           | TV Globo           |
| 2005 | Floribella                         | Eduardo Miranda                                                    |                                           | Band               |
| 2006 | JK                                 | Odilon Behrens                                                     |                                           | TV Globo           |
| 2006 | Páginas da Vida                    | Dr. Ricardo                                                        |                                           | TV Globo           |
| 2006 | Cobras & Lagartos                  | Raul                                                               |                                           | TV Globo           |
| 2006 | Alta Estação                       | Arthur                                                             |                                           | Record             |
| 2007 | Vidas Opostas                      | Oliveira                                                           |                                           | Record             |
| 2007 | Luz do Sol                         | Machado                                                            |                                           | Record             |
| 2008 | Chamas da Vida                     | Gastão                                                             |                                           | Record             |
| 2010 | Malhação                           | Marcelo                                                            |                                           | TV Globo           |
| 2011 | Sansão e Dalila                    | Rudiju                                                             |                                           | Record             |
| 2011 | Insensato Coração                  | Ernani                                                             |                                           | TV Globo           |
| 2011 | Morde & Assopra                    | padre                                                              |                                           | TV Globo           |
| 2012 | Dercy de Verdade                   | padre                                                              | Episódio: "10 de janeiro"                 | TV Globo           |
| 2012 | Aquele Beijo                       | Dr. Freire                                                         |                                           | TV Globo           |
| 2012 | Malhação                           | Jorge                                                              |                                           | TV Globo           |
| 2012 | Gabriela                           | pai de Iracema                                                     |                                           | TV Globo           |
| 2013 | Sangue Bom                         | locatário que entra com ação de despejo contra Rosemere            |                                           | TV Globo           |
| 2013 | Amor à Vida                        | juiz do julgamento de Paloma                                       |                                           | TV Globo           |
| 2014 | Plano Alto                         | Franco                                                             |                                           | Record             |
| 2015 | Milagres de Jesus                  | Caifás                                                             | 5 episódios                               | Record             |
| 2015 | Sete Vidas                         | Murilo                                                             |                                           | TV Globo           |
| 2015 | Questão de Família                 | Dr. Evandro                                                        |                                           | GNT                |
| 2016 | Carinha de Anjo                    | Pascoal                                                            |                                           | SBT                |
| 2018 | Tempo de Amar                      | empresário que negocia com Pepito a venda das geleias em São Paulo |                                           | TV Globo           |
| 2018 | Deus Salve o Rei                   | Caçador                                                            |                                           | TV Globo           |
| 2019 | Éramos Seis                        | Simão                                                              |                                           | TV Globo           |
| 2021 | Dom                                | Nasser                                                             | Episódio: "Aprisionado" "Dando um Tempo"  | Amazon Prime Video |
| 2021 | Gênesis                            | Shetep                                                             | Fase: José do Egito                       | Record             |
| 2023 | Terra e Paixão                     | Médico de Jonatas                                                  | Episódios: "31 de outubro–01 de novembro" | TV Globo           |

### Cinema
- 2024 - Por Nossa Causa- Dir. Sérgio Rezende
- 2018 - Lima Barreto - ao Terceiro Dia - Dir. Luiz Antonio Pilar
- 2015 - O Destino de Xangrila - Dir Flávio Cândido
- 2011 - O Bebê de Tarlatana Rosa - direção de Renato Jevoux
- 2006 - Anita - Amor e Estória - direção de Aurélio Grimaldi
- 2006 - Zuzu Angel (filme) - direção: Sérgio Rezende
- 2005 - Brasília Dezoito por Cento - direção de Nelson Pereira dos Santos
- 2005 - O Cobrador - direção de Paul Leduc (assistente de direção)
- 2004 - Vestido de Noiva - direção de Joffre Rodrigues
- 2003 - Minha Vida de Menina - direção de Helena Solberg
- 2003 - Dia de Pagamento - direção de Tatiana Fragoso
- 2002 - Lara - direção: Ana Maria Magalhães
- 2002 - Tudo Dominado - direção de Bruno Viana
- 2002 - Carro Forte - direção de Mário Diamante
- 2001 - Menghele - direção de Egidio Eronico
- 2001 - Filho Predileto - direção de Walter Lima Jr.
- 2001 - Negócio Fechado (curta-metragem) - direção de Rodrigo Costa
- 2000 - Histórias de Olhar - direção de Isa Albuquerque
- 1999 - Quase Nada - direção de Sérgio Rezende
- 1999 - O O Preço da Paz - direção de Paulo Morelli
- 1998 - O Xangô de Baker Street - direção de Miguel Faria Jr.
- 1997 - A Terceira Morte de Joaquim Bolivar - direção de Flávio Cândido
- 1996 - Guerra de Canudos - direção de Sérgio Rezende
- 1993 - Lamarca - direção de Sérgio Rezende
- 1987 - O Último Tiro - direção: Walter Salles Jr.
- 1986 - O País dos Tenentes - direção de João Batista de Andrade
- 1979 - República dos Assassinos - direção de  Miguel Faria Jr.

### Teatro
- 1969 – Pic-nic no Front - de Fernando Arrabal e direção de Hamilton Braga
- 1970 – Não Saia da Faixa de Segurança - de Carlos Carvalho
- 1971 – Hamlet - de William Shakespeare
- 1972 – O Presente - direção de Dilmar Messias
- 1973 – Vestido de Noiva - de Nelson Rodrigues
- 1974 – Os Malefícios do Fumo - de Anton Tchecov
- 1975 – Brecht em Câmara - de Bertolt Brecht
- 1976 – A Lição - de Eugene Ionesco
- 1976 – A Noite dos Assassinos - de José Triana
- 1976 – Mockinpott - de Peter Weiss
- 1976 – Transe no 18 - de Wilhelm Jensen
- 1977 – O Doce Pássaro da Juventude - de Tennessee Williams
- 1978 – A Burguesa Isaura - de Pedro Porfirio
- 1979 – Ferocidade - de Ricardo Meireles
- 1979 – Como Testar a Fidelidade das Mulheres - roteiro e direção de João Bethencourt
- 1980 – Quem Casa Quer Casa - de Martins Penna
- 1981 – Village - de Ira Evans
- 1982 – Barreado - de Ana Elisa Gregori
- 1982 – Gente Fina É a Mesma Coisa - de Alan Aickeborn
- 1983 – Cloud Nine - de Caryl Churchill
- 1984 – O Último Tango em Huahuatenango - de San Frane
- 1984 – O Inocente - de Sérgio Jockyman
- 1985 – O Belo Indiferente - de Jean Cocteau
- 1985 – Pai - de August Strindberg
- 1985 – Esse Mundo é um Hospício - de Josheph Kessering
- 1986 – O Tempo e os Conwais - de J.B. Priestley
- 1987 – Sábado, Domingo, Segunda - de Eduardo de Felipo
- 1988 – Morre um Coração Vulgar - de Bráulio Pedroso
- 1988 – Cerimônia do Adeus - de Mauro Rasi
- 1989 – O Jardim das Cerejeiras - de Anton Tchecov
- 1991 – Trair e Coçar é Só Começar - de Marcos Caruso
- 1993 – Mephisto - de Klaus Mann
- 1993 - Meus Prezados Canalhas- de - João Uchoa Cavalcanti Neto
- 1995 – Lago 22 - de Marlow e William Shakespeare
- 1996 – A Gaivota - de Anton Tchecov
- 1998 – A Beata Maria do Egito - de Raquel de Queiroz
- 1999 – Tatuagem - de Dea Loher
- 1999 – Dona Rosita Solteira - de Federico Garcia Lorca
- 2000 – Ai, Ai, Brasil - de Sérgio Brito e Clóvis Levi
- 2000 – A Mulher Sem Pecado - de Nelson Rodrigues
- 2002 – Entre o Céu e o Inferno - de Gil Vicente
- 2004 – Charle Baudelaire Minha Terrível Paixão! - de Elisa Lucinda
- 2006 – Cassino Coração - direção de Marcos Barreto
- 2009 – Confronto - direção de Domingos de Oliveira
- 2010 - Macbeth- direção de Aderbal Freire Filho
- 2010 - Recordar é Viver - direção de Eduardo Tolentino de Araújo
- 2011 - O Gato Branco- direção de João Fonseca
- 2013 - Lima Barreto, ao terceiro dia- de Luiz Alberto Abreu e direção de Luiz Antonio Pilar
- 2014 - 12 Homens e uma Sentença - direção de Eduardo Tolentino
- 2017 -  Timon de Atenas - William Shakespeare

### Direção
- 1973 - "OS MALEFÍCIOS DO TABACO" de Aton Tchecov. DIREÇÃO

- 1986 - "O ALIENISTA"  de Machado de Assis. Dir. Renato Icaray. ASSISTENTE DE DIREÇÃO
- 1991 - "ALGEMAS DO ÓDIO" Dir. José Wilker. ASSISTENTE DE DIREÇÃO
- 1997 - "CHÁ DE PANELA" de Magareth Boury. DIREÇÃO (Leitura)

.                "A DECISÃO"de Bertold Brecht. Com os Privilegiados. DIREÇÃO (Leitura)
- 2001 - "LÁ" d Sérgio Jockyman. DIREÇÃO
- 2005 - "OS DESAFINADOS" Dir. Walter Lima Jr. PREPARAÇÃO DE ATORES (Cinema)
- 2006 - "O COBRADOR" Dir. Paul Leduc. ASSISTÊNCIA DE DIREÇÃO (Cinema)
- 2015 - "É VOCÊ ALBANO?  ADAPTAÇÃO, DIREÇÃO  e EDIÇÃO(Cinema)
- 2017 - "PONTO MORTO" De Hélio Sussekind  DIREÇÃO (Teatro)

## Prêmios
- 2002 – Best Supporting Actorn no 6th Brazilian Film Festival of Miami por Negócio Fechado (direção de Rodrigo Fonseca)
- 2000 – Prêmio de melhor ator coadjuvante - Festival de Cinema de Natal por Quase Nada (direção de Sérgio Rezende)
- 1986 – Prêmio Ibeu de Teatro pela peça Este Mundo É um Hospício
- 1978 – Primeiro Troféu Grande Otelo de ator pela TVE
- 1973 – Melhor ator da Mostra de Música, Teatro e Artes Plásticas da UFRGS

### Rádio
- 1970 - Rádio Real de Canoas RS. LOCUTOR
- 1972 - Rádio Cultura Porto Alegre RS LOCUTOR